# りゅうあ
りゅうあ（本名非公表、2月20日 - ）は、日本のアイドル、タレント。身長165cm、B85、W58、H88、足のサイズ26cm。グラビアアイドル、ファッションデザイナーとしても活動している。埼玉県出身。女子美術大学芸術学部ファッション造形学科卒業。

## 人物
- ピーマンが好き過ぎて部屋がピーマンくさくなってしまった事がある。
- 台湾を心の故郷だと思っていて、半年に1回は台湾へ行っていた。
- ヒップホップを小学生の時から10年間習っていた。
- TOEICで700点を取ったことがある。
- りゅうあ本人がデザインした服がインターネットゲーム｢キャラフレ｣にてアイテムとして幾つも販売されている。
- 熊のぬいぐるみが大好きで、見つける度に買ってしまうので部屋には熊のぬいぐるみ用のテントが置かれている。

### 心霊関係
- 心霊やオカルトが好きで、心霊アイドルとして多数のエピソードがある。
- 幼少の頃から幽霊が見え、幽霊と友達になりたいと思っている。3歳頃からホラー映画や呪いのビデオを見ていた。
- 事故物件にて幽霊と同居中（2014年 - ）。
- 2014年3月9日、日本テレビ『有吉反省会』にて心霊アイドルなのに話す怪談が怖くないとして反省させられた[3][4]。
- 音楽代わりに怪談を聞いている。
- 心霊スポットにも公私を問わずよく行っている。
- 幽霊に会えるかも知れないという理由から病院隣にある調剤薬局で夜勤のアルバイトをしていた[5]。
- ZAKZAKにて2014年1月から、｢心霊アイドル りゅうあ日記｣という実体験怪談連載をしていた[6][7]。

## 出演

### テレビ番組
・イキスギさんについてった(2023年、TBS)
・モンスターライフ(2021年、仙台放送)
・ノブナカなんなん？(2020年、テレビ朝日)
- 爆報THEフライデー(2020年、TBS)
- ニノさん(2019年6月・12月、日本テレビ)
- ソーシャルジン(2018年、TOKYO MX)
- 橋本マナミのヨルサンポⅣ #10(2018年、BSフジ)
- スッキリ(2018年、日本テレビ)
- 実話怪談倶楽部#10(2018年、フジテレビONE)
- テリー伊藤と訳あり女(2017年、MONDO TV)
- 深夜に発見！新shock感～一度おためしください～(2017年、テレビ東京)
- 青春!LiveChannel(2017年、テレビ東京)
- オタ恋(2017年、BS朝日)
- DIAMOND TV(2017年、千葉テレビ)
- 直撃LIVEグッディ!(2016年、フジテレビ)
- 中居正広のミになる図書館(2016年、テレビ朝日)
- ビートたけしの超常現象マル秘XファイルSP(2015年、テレビ朝日)
- デスノート(2015年、日本テレビ)
- 林修の今でしょ!講座(2015年、テレビ朝日)
- 5時に夢中!(2014年、TOKYO MX)
- 有吉反省会(2014年、日本テレビ)
- ワッチミー!TV×TV(2013〜2014年、BSフジ)
- ゲーマーズTV 夜遊び三姉妹 ふるぼっこ堂(2012年・2013年、日本テレビ)
- D☆D(2012年、テレビ埼玉)

### DVD・CD
・「テレビ業界裏心霊動画 地上波ＮＧ 心霊検証 投稿映像編」(2021/11/3、十影堂エンターテイメント)
・「真夜中の怪談 怖い人間シリーズ 闇編」(2021/4/2、十影堂エンターテイメント)
・「真夜中の怪談 春の夜にゾッとする恐怖話 2021 34話」(2021/3/3、十影堂エンターテイメント)
・心霊vs人間 帝都後編 第二次心霊大戦決戦(2020/12/18、スパイスビジュアル)
・心霊vs人間 帝都前編 罪と罰(2020/11/27、スパイスビジュアル)
- 心霊vs人間  三重和歌山 後編 心霊スポットの真実(2020年、スパイスビジュアル)
- 心霊vs人間  三重和歌山 前編 生と死と(2020年、スパイスビジュアル)
- 心霊vs人間 裏日本 後編 日本海開戦編(2020年、スパイスビジュアル)
- 心霊vs人間 裏日本 前編 日本海開戦編(2020年、スパイスビジュアル)
- 山下万平2(2019年、スパイスビジュアル)
- 心霊vs人間 九州一周 後編(2019年、スパイスビジュアル)
- 心霊vs人間 九州一周 前編(2019年、スパイスビジュアル)
- 本当にあったエロ怖い話 2019夏の総集編 令和怪談維新 33話(2019年、ビデオメーカー)
- 心霊vs人間 東北一周 後編 出会い頭の霊を撮らえろ編(2019年、スパイスビジュアル)
- 事故物件探索番組 大島てるのてる散歩(2019年、リバプール)
- 心霊vs人間 東北一周 後編 出会い頭の霊を撮らえろ編(2019年、スパイスビジュアル)
- 心霊vs人間 東北一周 前編 出会い頭の霊を撮らえろ編(2019年、スパイスビジュアル)
- 怨霊映像46 怪篇(2019年、MAGICALTV.NET)
- 本当にあったエロ怖い話 2019年 春 15編(2019年、ビデオメーカー)
- 山下万平 一発目。セン釣りだよ人生は！(2018年、スパイスビジュアル)
- 心霊vs人間 デス霊ス2018 到達編(2018年、スパイスビジュアル)
- 心霊vs人間 デス霊ス2018 開幕編(2018年、スパイスビジュアル)
- 心霊vs人間 外伝 後編 心霊現象を追い求める男(2018年、スパイスビジュアル)
- 心霊vs人間 外伝 前編 心霊現象を追い求める男(2018年、スパイスビジュアル)
- 完全ドキュメント 全国心霊スポット&ミステリー 闇討ち2(2018年、スパイスビジュアル)
- 完全ドキュメント 全国心霊スポット&ミステリー 闇討ち1(2018年、スパイスビジュアル)
- クレイジーフィールド 屍国巡霊編(2018年、楽創舎)
- 心霊vs人間 古今東西 関ヶ原の戦い編(2017年、スパイスビジュアル)
- 心霊vs人間 古今東西 怨霊の乱編(2017年、スパイスビジュアル)
- 心霊vs人間 北海道横断 幽界黙示録編(2017年、スパイスビジュアル)
- 心霊大狂闘　台湾鬼屋恐怖映像激撮編(2017年)
- 心霊vs人間　北海道縦断　宣戦布告編(2017年、スパイスビジュアル)
- 心霊vs人間　中部縦断コールドウォー編(2017年、スパイスビジュアル)
- 北野誠のおまえら行くな。心霊レジェンドお宅訪問SP(2016年、竹書房)
- 心霊vs人間 四国一周ハルマゲドン編(2016年、スパイスビジュアル)
- 怨霊映像24 痺篇(2016年、MAGICALTV.NET)
- 北野誠のおまえら行くな。〜ボクらは心霊探偵団〜北海道ぶらり心霊道中記(2016年、竹書房)
- ガチンコ心霊スポットネット"生"放送中の最恐心霊映像(2015年、スパイスビジュアル)
- 呪霊映像4(2014年、ミリオン出版)
- 夢!ワッチミーナチャンス(2014年、UVN)

### グラビア
- バーチャルダイブ 少し大人になった君へ。(2019年、FANTASTICA)
- apartment Days！全部、ふたりぶん。北見えり・りゅうあ(2019年、FANTASTICA)
- 怖過ぎるアイドルホラーVR〜心霊アイドルりゅうあ〜(2019年、パレラルワードル)
- 1stグラビアDVD 罪な果実(2018年、スパイスビジュアル)

### ラジオ
- The Dave Fromm Show 嘉衛門presents The Road～Take The One Less Traveled(2018年、InterFM897)
- オオカミ少年片岡正徳の旅音人(2017年、渋谷クロスFM)
- AVALON 夏の終わりのミステリー！超常現象ＳＰ！〜心霊編〜(2017年、J-WAVE)
- Shiggy Jr.のオールナイトニッポン0(2015年、ニッポン放送)
- YOKOHAMA RADIO APARTMENT「BAY DREAM(2015年、FM yokohama)
- 今夜もオトパラ!オトナ電リク・ザ・ファイナル〜ワケあり美女とやってます〜(2015年、ニッポン放送)
- 今夜もオトパラ!～冬のオトナ電リク美女とこっそりやってます～(2014年、ニッポン放送)
- 今夜もオトパラ!～青春プレイバック！秋のオトナ電リク～(2014年、ニッポン放送)
- 今夜もオトパラ!(2014年、ニッポン放送)
- 放送開局60周年記念特番あなたがラジオで聴いた忘れられぬミュージック(2014年、ニッポン放送)
- ～IDOL SHOWCASE～ i-BAN!!(2013年、FM NACK5)

### 書籍
・「シン・ミステリー怪奇読本」(2021/11/16、マイウェイ出版)
•「週刊実話 不思議な怪事件」(2021/7/5、日本ジャーナル出版)
・「最恐怪奇読本 ザ・怖い話 2021」(2021/5/31、ダイアプレス)
・「ブレイクアイドルDVD」(2021/4/27、マイウェイ出版)
・「週刊実話ザ・タブー」(2021/3/24、日本ジャーナル出版)
・「視えるんです。7」(2021/3/22、朝日新聞出版)
・実話ナックルズGOLDミステリー(2020/12/9、大洋図書)
・実話ナックルズ 月刊11月号(2020/9/30、大洋図書)
- HONKOWA 9月号 伊藤三巳華さん「視えるんです。」出演(2020年、朝日新聞出版)
- 週刊実話 不思議な怪事件2020年 8/17号(2020年、日本ジャーナル出版)
- 怖すぎる実話怪談 禁忌の章/結城伸夫 特別寄稿(2020年、文庫ぎんが堂)
- HONKOWA 7月号　伊藤三巳華さん「視えるんです。」出演(2020年、朝日新聞出版)
- 週刊SPA!（2019年、扶桑社）
- 怪奇ミステリー超不思議MAX Vol.2(2019年、ダイアプレス)
- 日刊ゲンダイ(2019年、講談社)
- 怪奇ミステリー超不思議MAX(2019年、ダイアプレス)
- ナンプレファン(2019年、世界文化社)
- 事故物件vs特殊物件 こんな間取りはイヤだ！？(2018年、ダイアプレス)
- 実話ナックルズGOLD Vol.2(2018年、ミリオン出版)
- 実話ナックルズSPECIAL 2017夏号(2017年、ミリオン出版)
- Rooftop(2017年)
- EXMAX！(2017年、ぶんか社)
- 最新!!流出封印映像MAX　Vol.6(2017年、ダイアプレス)
- 戦慄の最恐心霊動画2017(2017年、ダイアプレス)
- 実話ナックルズ(2017年、ミリオン出版)
- 激ヤバ潜入!日本の超タブー地帯(2017年、宝島社)
- 呪いの心霊解体新書(2016年、マガジンボックス)
- ドカント アンダーグラウンド仕事人列伝(2016年)
- 週刊プレイボーイ全裸ポーズグラビア選手権(2015年、集英社)
- グラビア心霊まみれアイドル〜水着と怪談と心霊写真〜(2015年、ゴマブックス電子書籍)
- 心霊アイドルりゅうあ怪談(2015年、ゴマブックス)
- FRIDAYダイナマイト(2014年、講談社)
- 週刊女性(2014年、主婦と生活社)
- 北海道新聞(2014年)
- 週刊プレイボーイ(2014年、集英社)
- FLASH(2014年、光文社)

### ネット番組
・「ぁみの史上最大最恐怪談百物語」(2021/9/19)
・「怪談女子怪3」(2021/8/21)
・「霊感女子が集まる心霊系女子会」(2020/3〜、Channel恐怖)
・「美女と怪談獣」(2020/9/27)
- 怪談怪Ⅱ(2020年、阿佐ヶ谷ロフト)
- 戦慄バラエティ 永野の震える夜#17(2020年、channel恐怖)
- 心霊アイドルりゅうあの怖すぎさんいらっしゃ〜い(2020年〜、Channel恐怖)
- 怪談家ぁみの怖すぎチャンネル(2019年〜、Channel恐怖)
- 幽霊さん報告会(2019年〜)
- 怪奇探訪 日本ふしぎ発見 春だ 24時間心霊マラソン(2019年)
- 事故物件探索番組 大島てるのてる散歩～１物件目～(2018年、Channel恐怖)
- 岡元あつこの これ どーなってるの？(2018年、WALLOP放送局)
- LINKの○○特等席！(2018年、WALLOP放送局)
- カンニング竹山の土曜The NIGHT(2018年、Ameba TV)
- 心霊vs人間 vivid image of the war(2018年9月,ニコニコチャンネル[OPQちゃん])
- SENNHEISER presents 怪談家ありがとうぁみがLR NICOLIVEで立体生怪談(2017年)
- りゅうあ自宅の事故物件から48時間生放送定点(2017年)
- 生怪談24時間テレビ ～ありがとうぁみが寝ないでがんばる～事故物件生定点(2016年)
- PASSPO☆ ジャンボじぇっTV 25時間フライトSP！！ 怖いと私はぶちゃくなるコーナー(2016年、KawaiianTV)
- 夏の夜 怪談しながら 恐怖の心霊バスツアー(2016年、abemaTV)
- オリコンゲーム公式プレイヤー(2016年、oricon game YouTubeチャンネル)
- 心霊アイドル りゅうあ VS. 怪談師 星野しづく 負けたらびしょ濡れ!最恐怪談バトル/清水崇「雨女」公開記念ニコ生(2016年)
- 安心して全裸っぽいグラビア選手権(2015年、Kawaiian TV)
- 渋谷怪談夜会ch(2014年～、showroom公式番組)
- 吉田尚記 dスタジオ supported by docomo(2015年、ニッポン放送)
- PASSPO☆の放課後22時限目(2015年、LoGiRL)
- ドキッ!女だらけの怪談大会inニコファーレ(2014年)
- 稲川淳二の超絶こわい劇場(2014年～2015年、nottv)
- 貞子3D 2Dバージョン上映会(2014年、ニコニコ23時間テレビ)
- りゅうあの幽霊と友達になるにはどーしたらいいのかを考える会(2014年)
- バナナマンのテイテン(2012年、nottv)
- 矢口真里の火曜The NIGHT（2022年7月20日[8]、ABEMA）

### 怪談イベント
- りゅうあのコワイイ話 オンラインイベント(2020年、ファンスタ)
- いたこ祭(2020年、NakedLoft)
- 怪談の日ぁみ怪談会2020(2020年、中目黒solfa)
- 怪談総進撃関西侵略大作戦(2020年、ロフトプラスワンウエスト)
- ゾクっ！本気の心霊ナイト～ロフトで聞きたくない話 第七夜(2020年、ロフトプラスワンウエスト
- 伊藤三巳華のポップオカルト Talk Live Jam Vol.1(2019年)
- Channel恐怖プレゼンツ 野水の毒々オカルトナイト〜怪談×心霊×事故物件〜(2019年)
- 幽友会クリスマススペシャル(2019年)
- 渋谷怪談夜会 第六夜(2019年、O-EAST)
- 玄月の刻(2019年)
- 本当にあった怖い話の夜(2019、下北沢ろくでもない夜)
- シャケホラーナイト主催(2019年、下北沢SHAKE)
- 怪談とホラーの夕べ 第四夜(2019年)
- 皐月の憂鬱祭り(2019年)
- SEXY EROTICS 闇雛祭(2019年、神保町 楽器カフェ)
- ありがとうぁみの、渋谷怪談夜会 第五夜(2018年、渋谷TSUTAYA O-EAST)
- S.T.M 怪談ナイト～女流怪談師 御三家出演SP～(2018年、西川口からふるBOX)
- ありがとうぁみの全国怪談夜会ツアー2018 静岡沼津(2018年、沼津ラクーンよしもと劇場)
- 祭・ぁみ夜話in怪談の日2018×アンダーグラウンド怪談レジスタンス(2018年、中目黒solfa)
- 阿佐ヶ谷怪談倶楽部2(2018年、阿佐ヶ谷ロフト)
- 大島てるがやってくる！事故物件ナイトVol.18(2018年、新宿ロフトプラスワン)
- 渋谷怪談夜会 第四夜(2017年、TSUTAYA O-EAST)
- 阿佐ヶ谷怪談倶楽部(2017年、阿佐ヶ谷ロフト)
- 祭・ぁみ夜話in怪談の日2017(2017年、中目黒solfa)
- 八丁堀怪談百物語(2017年、STUDIOユーキース)
- 九十九ノ夜(2017年、ラスタ原宿)
- モルタルレコードpresents 冬の怪談　晩秋の居候ツアーファイナル(2016年、AMPcafe)
- ありがとうぁみの渋谷怪談夜会　第三夜(2016年、TSUTAYA O-EAST)
- 心霊アイドルりゅうあの怪談ナイト(2016年、高円寺MACARONIC)
- TABICA心霊スポットツアー(2016年)
- 祭・ぁみ夜話in怪談の日2016(2016年、中目黒solfa)
- 魁・渋谷怪談夜会(2016年、渋谷TSUTAYA O-nest)
- 怪談女子白夜行(2016年)
- ありがとうぁみの、渋谷怪談夜会第二夜(2015年、渋谷TSUTAYA O-EAST)
- アンダーグラウンド怪談レジスタンス(2015年、渋谷Dimension)
- SPECIAL怪談ライブin竹取の湯(2015年)
- 渋谷怪談フリーク祭(2015年、渋谷ZERO CAFE)
- silent horror rock night(2015年、恵比須BATICA)
- 浅草女子怪談～第三首～ゲスト(2015年、浅草マルベル堂)
- 怪談ぁみ語LIVE2015春(2015年、なかの芸能小劇場)
- ありがとうぁみの渋谷怪談夜会(2014年、渋谷TSUTAYA O-EAST)
- 祭・ぁみ夜話 in怪談の日2014(2014年、中目黒solfa)
- 怪談ぁみ語in thriller night(2014年、怪談ライブbar THRILLER NIGHTすすきの店)
- TOKYO闇語りSP レギュラーMC(2013年～)
- ぁみ夜話(2012年、中目黒solfa)

### インターネットサイト
- ぱど怪談連載
- 円貯station
- 恐ろし屋
- 月刊DIGITAL FACTORY
- TOCANA
- 心霊アイドルりゅうあ日記8ヶ月連載(2014年、ZAKZAK)
- 読みたガール365(2012年、ダヴィンチ電子ナビ)

### イベント
- やついフェス2019キャンペーンガール(2019年)
- オバケンゾンビランドinサンリオピューロランド2019ゾンビダンサー(2019年)
- 1stグラビアDVD 罪な果実リリース記念イベント」(2018年、ソフマップAKIBA①号店サブカル・モバイル館)
- ウタ娘 ユカフィン先生 熱血アイドル教室Vol.1(2015年)
- アイドル横丁夏まつり!!〜2014〜 グラビア横丁(2014年)

### ファッション
- オンライン学園ゲーム「キャラフレ」洋服アイテムデザイン

### ライブ
Shirotan's featuring Ryua
- 中野音楽祭Vol.1(2015年、なかの芸能小劇場)

fromワッチミーナ
- リアンフェスタVol.4〜あわてんぼうのXmasパーティー〜(2014年)

ワッチミーナ2014
- ユニドル オープニングアクト(2014年、品川ステラボール)
- あるある甲子園(2014年、品川ステラボール)
- 東京アイドルフェスティバル(2014年)